# Tonbi
Tonbi (とんび?) è un dorama stagionale invernale prodotto e mandato in onda da TBS in 10 puntate nel 2013; la storia è basata sull'omonimo romanzo del 2003.
Yasuo, padre di Aira, è vedovo a seguito della tragica morte della moglie ed è stato costretto a crescere il figlio da solo; tra i due si è quindi instaurato un fortissimo legame.

## Sigla
Tanjōbi ni mashirona yuri o di Masaharu Fukuyama